# Bandera d'Esponellà
La bandera oficial d'Esponellà té la següent descripció:
Bandera apaïsada, de proporcions dos d'alt per tres de llarg, bicolor vertical blanca i vermella, amb el pont de cinc arcs de l'escut, d'alçària 1/2 de la del drap i llargària 7/9 de la del mateix drap, la primera meitat vermella i la segona blanca.
Va ser aprovada el 10 de març de 2009 i publicada en el DOGC el 6 d'abril del mateix any amb el número 5354.